# Peetri (Rae)
Peetri (ook Peetriküla in de spreektaal) is een vlek (Estisch: alevik) in de gemeente Rae, die aan de stad Tallinn grenst, en gelegen is in de provincie Harjumaa in Estland.

## Bevolking
De plaats had 4435 inwoners op 31 december 2011 en 6352 inwoners op 31 december 2021.

## Ligging
Het grootste deel van de plaats ligt ten westen van de E263, de autoweg Tallinn-Tartu-Võru-Luhamaa, maar het dorp omvat ook een deel van Mõigu, ten oosten van de genoemde autoweg. De rest van Mõigu vormt de gelijknamige wijk van Tallinn.

## Geschiedenis
Peetri was tot 2012 de grootste Estische gemeenschap die de status van dorp had. Er staan meer dan 500 woningen in het dorp, inbegrepen de enkele tientallen appartementsblokken. De kleuterschool, de school met een sportzaal, het stadion en de openbare bibliotheek werden in de herfst van 2009 opgeleverd. Op 1 januari 2012 kreeg het dorp dan ook de status van alevik.
Peetri komt voor het eerst in 1631 in geschriften voor (onder de naam Petriküll) in verband met de koop van het landgoed Mõigu. Het oudst bewaarde gebouw in Peetri is de oude molen, uit 1868, die in gebruik is als restaurant.